# Teucholabis analis
Teucholabis analis är en tvåvingeart som beskrevs av Alexander 1955. Teucholabis analis ingår i släktet Teucholabis och familjen småharkrankar.
Artens utbredningsområde är Bolivia. Inga underarter finns listade i Catalogue of Life.